# Glycyphana sumbana
Glycyphana sumbana är en skalbaggsart som beskrevs av Jakl 2009. Glycyphana sumbana ingår i släktet Glycyphana och familjen Cetoniidae. Inga underarter finns listade i Catalogue of Life.